# Assemblée législative du kraï de l'Altaï
VIIIe législature
no 81, rue Anatoly, Barnaoul
L'assemblée législative du kraï de l'Altaï (en russe : Алтайское краевое Законодательное Собрание) est l'assemblée délibérante du kraï de l'Altaï en Russie. Le parlement est composé de 68 députés élus pour 5 ans au suffrage universel direct. À la suite des dernières élections en 2021, l'assemblée n'est dominée par aucun parti.

## Élections

### 2021
| Parti                            | Parti                            | %     | Sièges |
| -------------------------------- | -------------------------------- | ----- | ------ |
|                                  | Russie unie                      | 34.33 | 31     |
|                                  | KPRF                             | 24.04 | 24     |
|                                  | Russie juste                     | 13.68 | 5      |
|                                  | Communistes de Russie            | 12.08 | 4      |
|                                  | LDPR                             | 10.72 | 4      |
|                                  |                                  |       |        |
|                                  | Iabloko                          | 1,71  | 0      |
|                                  |                                  |       |        |
| Électeurs inscrits/participation | Électeurs inscrits/participation | 39,72 |        |